# اما پلوا
اما پلوا (انگلیسی: Emma Plewa؛ زادهٔ ۸ سپتامبر ۱۹۹۰) بازیکن فوتبال اهل بریتانیا است.
از باشگاه‌هایی که در آن بازی کرده‌است می‌توان به باشگاه فوتبال تاتنهام هاتسپر و باشگاه فوتبال زنان چلسی اشاره کرد.
وی همچنین در تیم ملی فوتبال زنان ولز بازی کرده‌است.